# Amphicynodon
L'anficinodonte (gen. Amphicynodon) è un carnivoro fossile, appartenente agli arctoidi. Visse nell'Oligocene inferiore (circa 32 milioni di anni fa) e i suoi resti fossili sono stati ritrovati in Europa (Francia) e in Asia (Mongolia).

## Descrizione
Questo animale doveva avere l'aspetto simile a quello di un bassarisco attuale (Bassariscus astutus). Lo scheletro non possedeva particolari specializzazioni, e il dorso era molto flessibile e allungato. Le zampe posteriori erano plantigrade o semiplantigrade, probabilmente in grado di ruotare verso l'infuori. Le dimensioni di Amphicynodon variavano da quelle di un'odierna genetta a quelle di un procione. La specie più nota, Amphicynodon leptorhynchus, era grande all'incirca quanto un gatto domestico e l'altezza al garrese era di circa 18 centimetri.
Il cranio era lungo e basso, e differiva da quello di forme precedenti come Cynodictis nella dentatura: essa era più bunodonte (ovvero con denti molariformi più smussati e bassi), e i canini erano molto robusti.

## Classificazione
Apparso immediatamente dopo l'evento noto come “Grande Coupure”, Amphicynodon era un rappresentante primitivo degli arctoidi, il gruppo di carnivori che attualmente comprende ursidi e procionidi. Amphicynodon possedeva un'anatomia vicina alle forme attuali, e anche la dentatura richiama ursidi e procionidi. Forme simili, come Pachycynodon, possedevano una dentatura ancor più predisposta verso la dieta onnivora.

## Paleobiologia
Amphicynodon era un animale onnivoro, che predava una notevole quantità di piccoli animali, ma poteva cibarsi di una grande varietà di cibo. La forma delle zampe di questo animale indica che spesso si spostava sul terreno, ma che all'occorrenza poteva facilmente salire sugli alberi sia in cerca di prede sia per sfuggire a predatori più grandi, come i creodonti. Le proporzioni corporee di Amphicynodon hanno portato all'ipotesi che questo animale fosse un cacciatore che tendeva agguati, probabilmente a piccoli vertebrati agili come i roditori saltatori (ad esempio Pseudoltinomys).